# ليبوأميد
الأميد الدهني «ليبوأميد» (بالإنجليزية: Lipoamide)‏ هو الاسم الشائع لـ (6،8 – ثنائي الثيو أوكتانك أميد). وهو عبارة عن الشكل الوظيفي لحمض (6، 8 – ثنائي الثيو أوكتانك) حيث ترتبط مجموعة الكربوكسيل بالبروتين (أو أي أمين آخر) وذلك من خلال رابطة أميدية (تحتوي على NH2-). وأحياناً يستخدم اسم الأميد الدهني للإشارة إلى بروتين مرتبط بحمض الليبويك، ولكن هذا قد يكون مضللاً حيث يعتبر غير صحيح من الناحية التقنية. استخدام مصطلحات «ليبويل- بروتين» أو «ليبويل- نطاق» يعتبر أفضل للإشارة إلى بروتين مرتبط بحمض الليبويك.
ولم ترد أية أنباء بخصوص تواجد ليبوأميد حر في الطبيعة.